# 14 mai
ianuarie • februarie • martie  • aprilie  • mai  • iunie  • iulie  • august  • septembrie  • octombrie  • noiembrie  • decembrie
14 mai este a 134-a zi a calendarului gregorian și ziua a 135-a în anii bisecți. Mai sunt 231 de zile până la sfârșitul anului.

## Evenimente

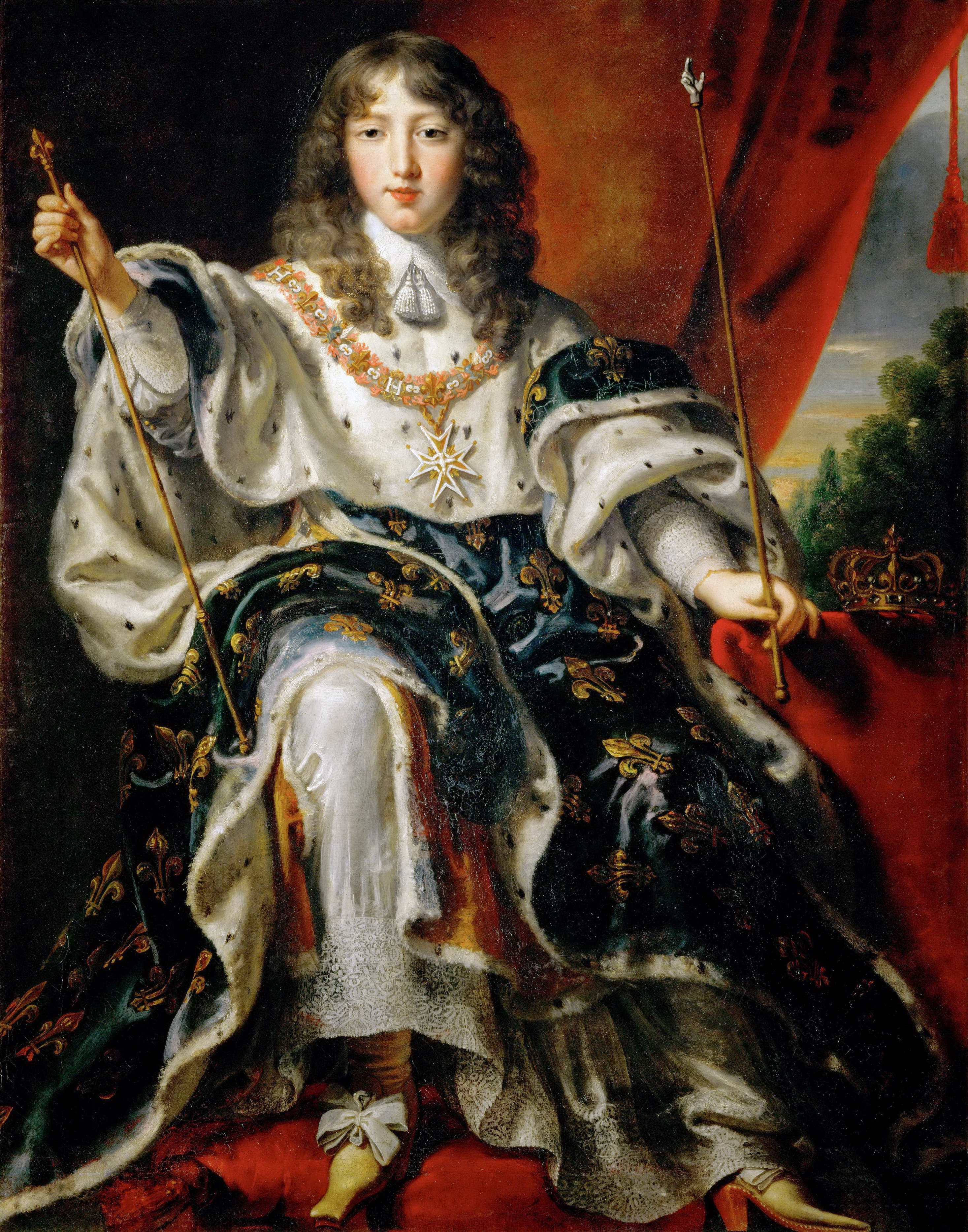
1643: Ludovic al XIV-lea devine rege al Franței. Regența a fost asigurată de mama acestuia, Ana de Austria.

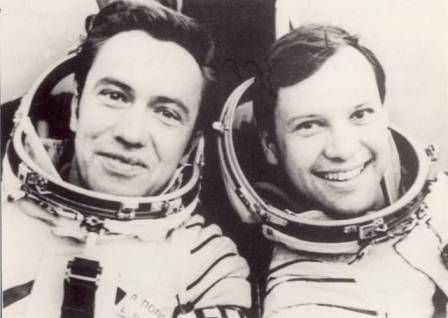
1981: Primul zbor al unui român în spațiul cosmic, Dumitru Prunariu, cu nava Soiuz–40. Zborul a durat 7 zile, 20 de ore și 42 de minute, activitatea spațială desfășurându–se la bordul stației orbitale „Saliut 6".

- 0964: Papa Ioan al XII-lea este ucis. Potrivit tradiției, el a fost ucis de către soțul unei amante.
- 1264: Bătălia de la Lewes: Henric al III-lea al Angliei este capturat și forțat să semneze Mise de Lewes, făcând din Simon de Montfort conducătorul efectiv al Angliei.[1]
- 1509: Bătălia de la Agnadello: În nordul Italiei, forțele franceze înving Republica Veneția.[2]
- 1610: Henric al IV-lea al Franței a fost înjunghiat mortal de un fanatic catolic, François Ravaillac, și a fost succedat la tron de fiul său, Ludovic al XIII-lea. Văduva sa, Maria de Medici, a servit ca regent pentru fiul lor de nouă ani, până în 1617.[3]
- 1643: Regele Ludovic al XIII-lea este succedat de fiul său în vârstă de patru ani, Ludovic al XIV-lea. În timpul minoratului regelui, regența este asigurată de mama acestuia, Ana de Austria.
- 1796: Medicul de țară englez Edward Jenner îi administrează lui James Phipps, în vârstă de opt ani, primul vaccin împotriva variolei, folosind un ser pe care l-a dezvoltat din virusul variolei bovine.[4]
- 1804: Președintele american Thomas Jefferson comandă o expediție la scurt timp după achiziționarea Louisianei în 1803. Începe Expediția lui Lewis și Clark care durează între mai 1804 până în septembrie 1806; prima traversare a continentului nord-american spre Pacific.
- 1811: Paraguay își câștigă independența față de Spania.
- 1870: S-a desfășurat primul meci de rugby din Noua Zeelandă, între Nelson Football Club și Nelson College.
- 1900: Se deschid Jocurile Olimpice de vară de la Paris. Pentru prima oară au participat și femei.
- 1939: Fetița peruană Lina Medina, în vârstă de cinci ani devine cea mai tânără mamă din lume.
- 1940: Al Doilea Război Mondial: Aviația germană bombardează orașul Rotterdam, care este distrus aproape complet.
- 1940: Al Doilea Război Mondial: Țările de Jos capitulează în fața Germaniei naziste.
- 1948: Evreii din Palestina și-au declarat independența formând statul Israel.
- 1948: S-a înființat clubul sportiv FC Dinamo București.
- 1955: A fost semnat „Tratatul de prietenie, colaborare și asistență mutuală” („Tratatul de la Varșovia”) între Albania (retrasă în 1968), Bulgaria, Cehoslovacia, R.D. Germană, Polonia, România, Ungaria și Uniunea Sovietică (intrat în vigoare la 5 iunie 1955).
- 1962: Pretendentul la tronul spaniol, Juan Carlos, și Prințesa Sofia a Greciei se căsătoresc la Atena.
- 1968: Vizita oficială în România a președintelui Republicii Franceze, generalul Charles de Gaulle.
- 1973: Apar probleme grave în timpul lansării stației spațiale americane Skylab de la Complexul de lansare 39-A din Cape Canaveral, ceea ce duce, printre altele, la amânarea lansării Skylab 2, care trebuia să aducă un echipaj în laboratorul spațial a doua zi.
- 1981: Primul zbor al unui român în spațiul cosmic, Dumitru Prunariu, cu nava Soiuz–40. Zborul a durat 7 zile, 20 de ore și 42 de minute, activitatea spațială desfășurându–se la bordul stației orbitale „Saliut 6".
- 1994: A fost inaugurat Hotelul Sofitel din complexul World Trade Center din București.
- 1998: Este inaugurat primul hotel de cinci stele din România, Athénée Palace Hilton – București, construit în 1914 și extins în 1936 și 1965.
- 2004: Frederik, prințul moștenitor al Danemarcei, se căsătorește la Catedrala din Copenhaga cu australiana Mary Donaldson.[5]
- 2021: China aterizează cu succes Zhurong, primul rover marțian chinezesc.[6]

## Nașteri
- 1316: Carol al IV-lea, Împărat Roman (d. 1378)
- 1553: Margaret de Valois, regină a Franței și Navarrei, soția lui Henric al IV-lea (d. 1615)
- 1666: Victor Amadeus al II-lea al Sardiniei (d. 1732)
- 1727: Thomas Gainsborough, pictor englez (d. 1788)
- 1812: Costache Negri, scriitor și politician român (d. 1876)
- 1832: Rudolf Lipschitz, matematician german (d. 1903)
- 1863: John Charles Fields, matematician canadian (d. 1932)
- 1868: Vladimir Hertza, jurist și om politic român (d. 1924)
- 1880: Wilhelm List, mareșal german (d. 1971)
- 1881: Marius Bunescu, pictor român (d. 1971)

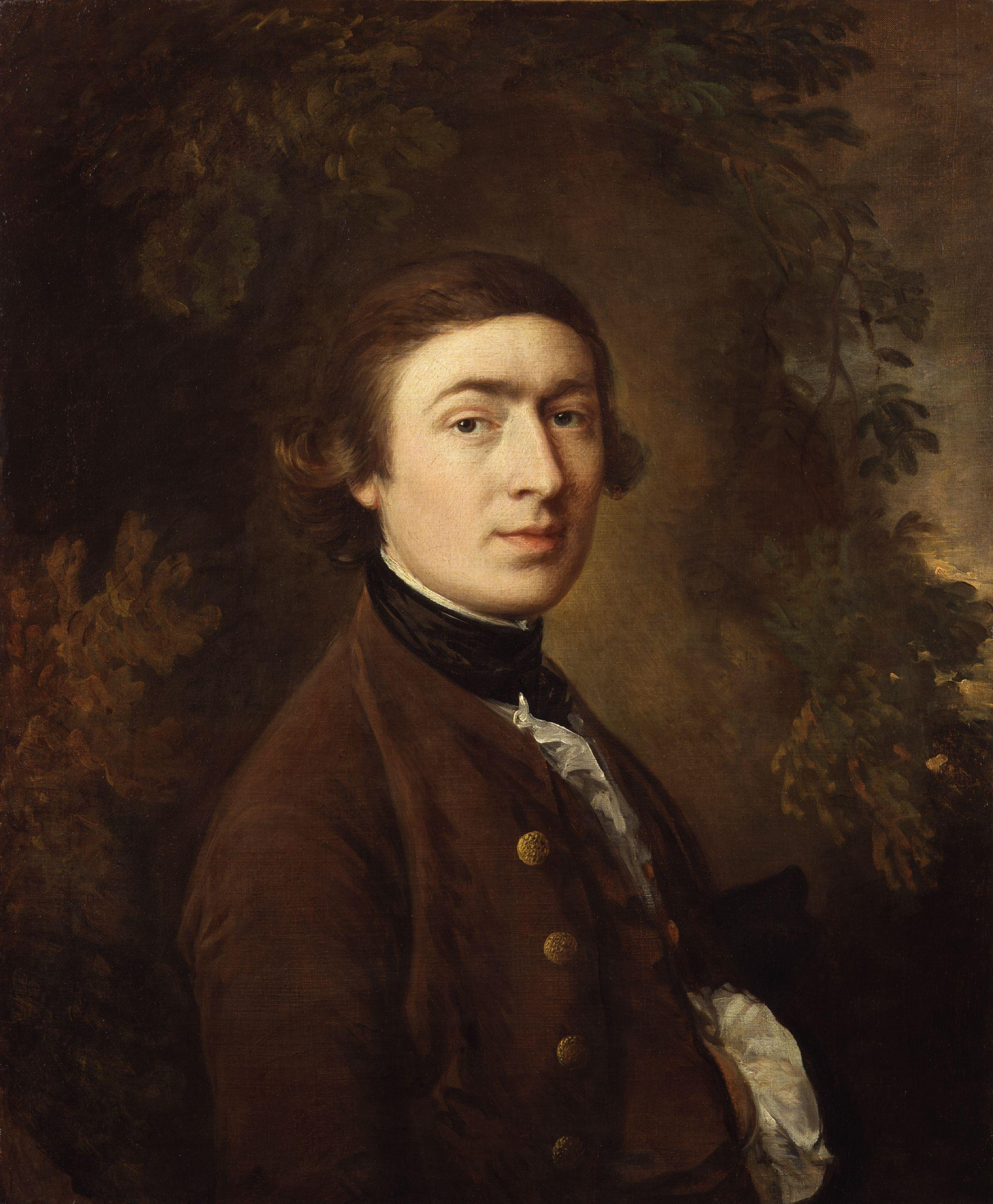
Thomas Gainsborough, pictor englez
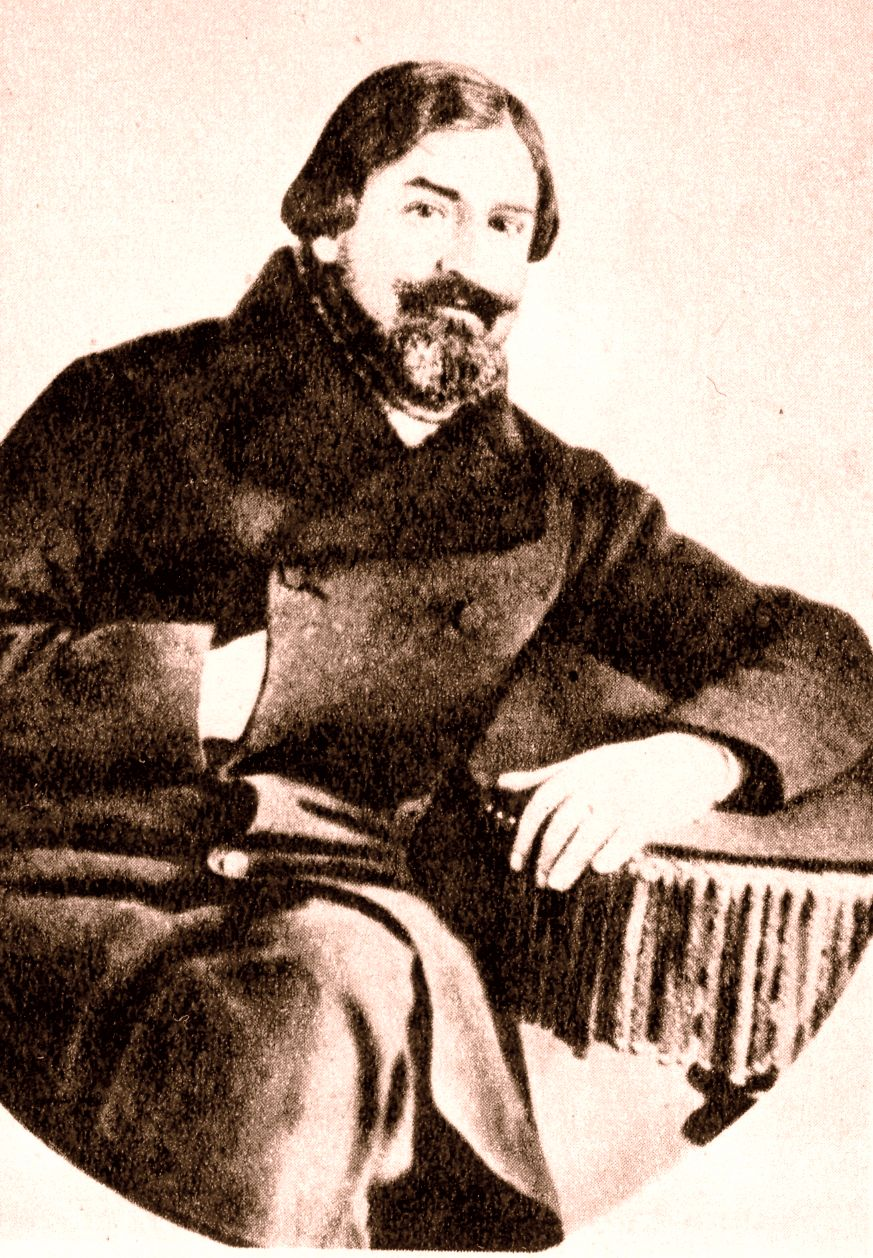
Costache Negri, scriitor și politician român
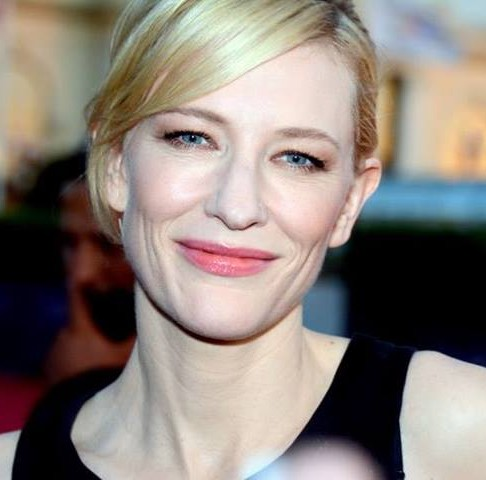
Cate Blanchett, actriță australiană

- 1885: Otto Klemperer, dirijor și compozitor german (d. 1973)
- 1905: Jean Daniélou, teolog iezuit, istoric și cardinal francez (d. 1974)
- 1914: Tiberiu Alexandru, folclorist, etnomuzicolog și organolog român (d. 1997)
- 1920: Ursula Bedners, poetă, prozatoare și traducătoare română de etnie germană (d. 2005)
- 1934: Anatol Ciobanu, lingvist român din Republica Moldova (d. 2016)
- 1936: Bobby Darin, cântăreț, compozitor și actor american (d. 1973)
- 1944: George Lucas, regizor și producător american
- 1945: Yochanan Vollach, fotbalist israelian
- 1948: Florea Dumitrache, fotbalist român (d. 2007)
- 1952: David Byrne, membru al Comisiei Europene responsabil pentru sănătate și protecția consumatorului
- 1953: Norodom Sihamoni, actualul rege al Cambodgiei
- 1959: Marcel Coraș, fotbalist român
- 1965: Costel Câmpeanu, fotbalist român
- 1968: Cristina Boiț, atletă română
- 1969: Cate Blanchett, actriță australiană
- 1970: Tibor Selymes, fotbalist și antrenor român de etnie maghiară
- 1971: Sofia Coppola, regizor american
- 1973: Ionela Bruchental-Pop, politician român
- 1977: Anca Barna, jucătoare germană de tenis
- 1979: Bleona Qereti, cântăreață albaneză
- 1983: Anahi, actriță și cântăreață mexicană (RBD)
- 1990: Stuart Carrington, jucător englez de snooker
- 1992: Iaroslava Burlacenko, handbalistă ucraineană
- 1993: Miranda Cosgrove, actriță americană

## Decese
- 0964: Papa Ioan al XII-lea (n. cca. 937)
- 1470: Carol al VIII-lea al Suediei (d. 1409)
- 1608: Carol al III-lea, Duce de Lorena (n. 1543)
- 1610: Regele Henric al IV-lea al Franței (n. 1553)
- 1643: Regele Ludovic al XIII-lea al Franței (n. 1601)

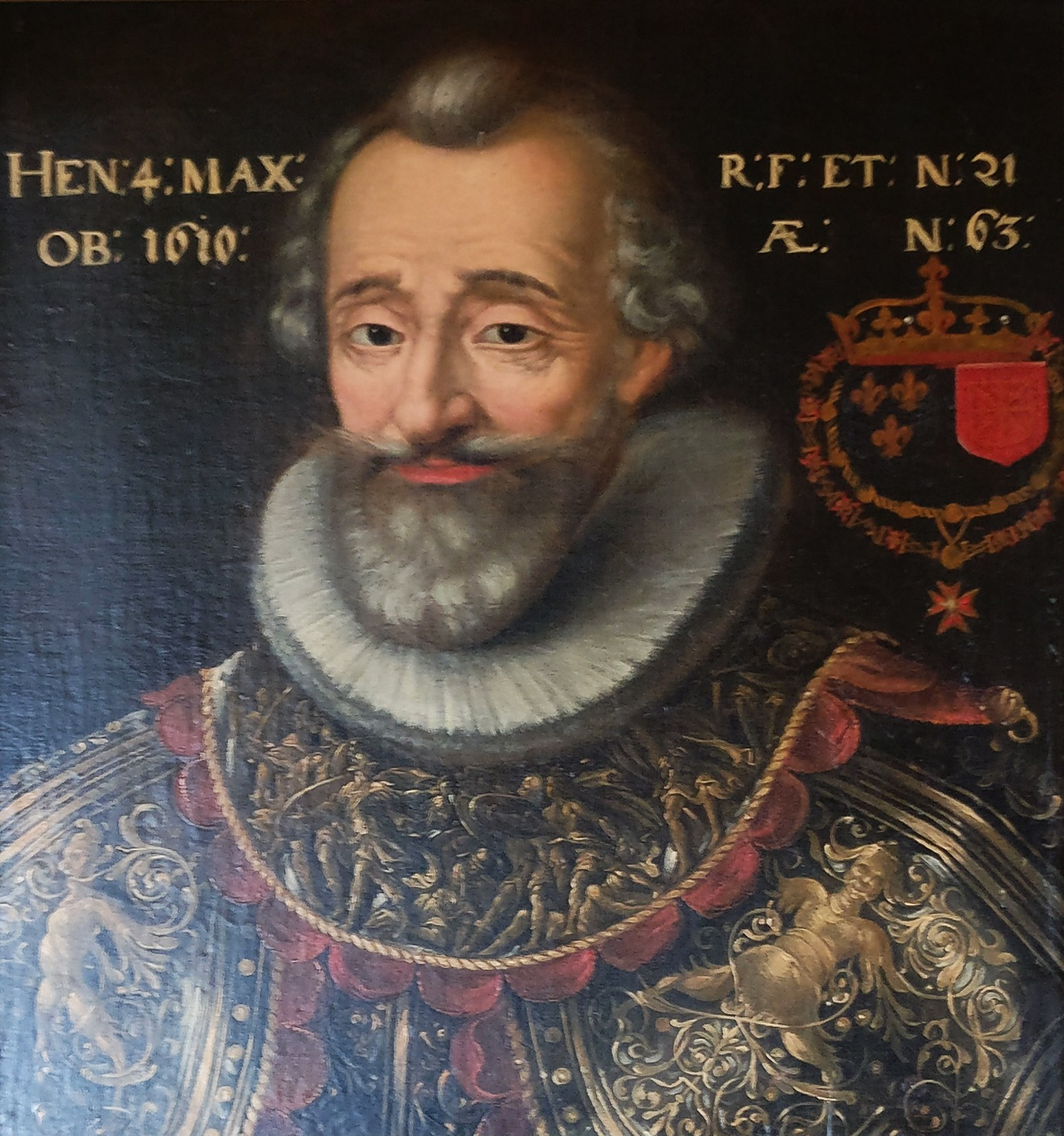
Henric al IV-lea al Franței, fondatorul Casei de Bourbon
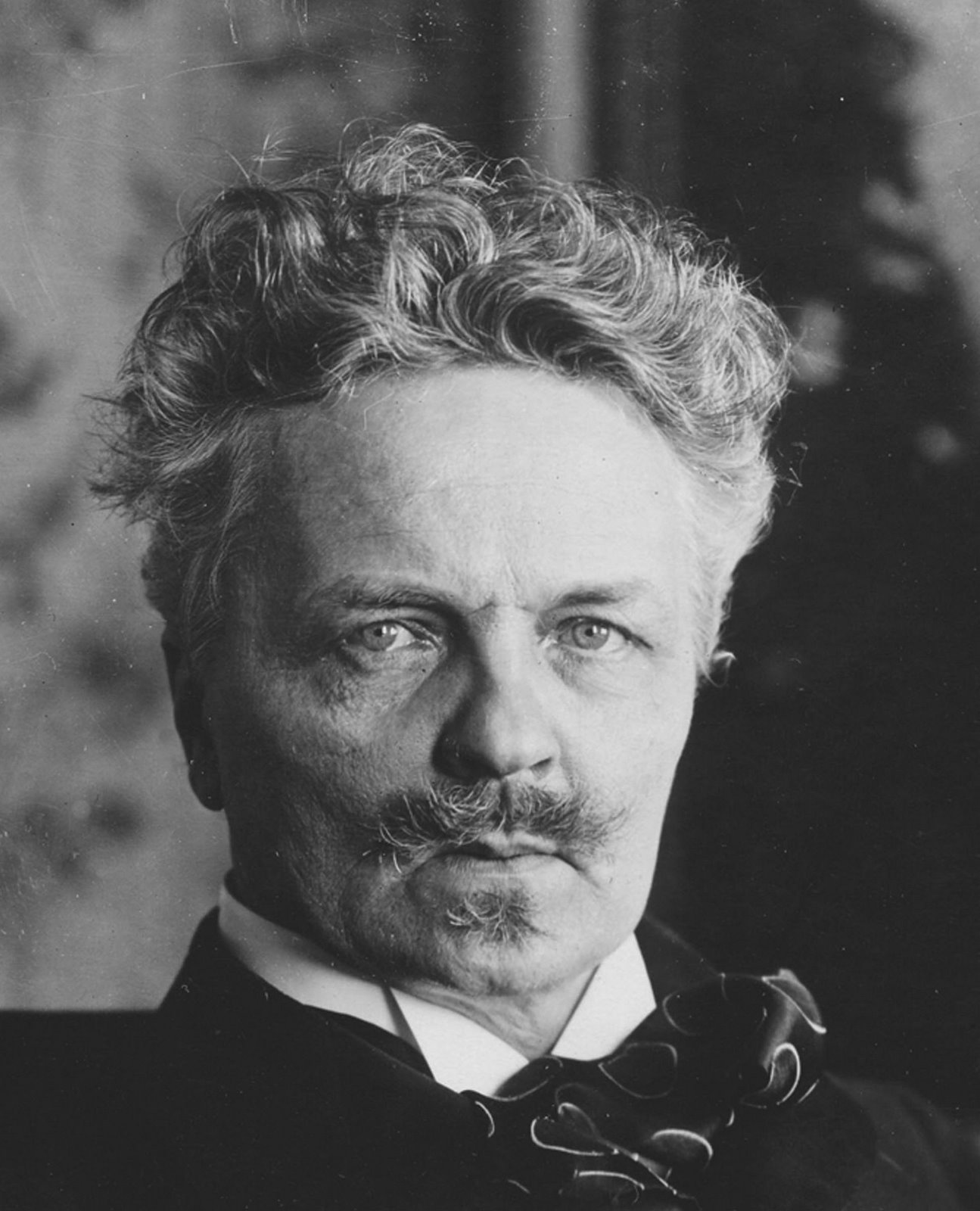
August Strindberg, dramaturg suedez
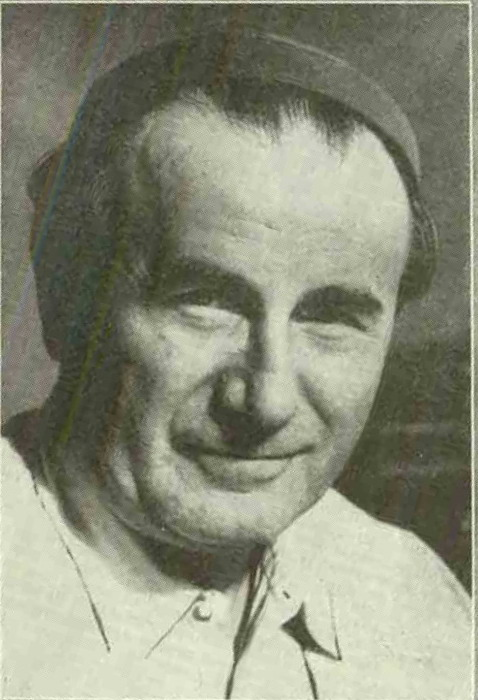
Camil Petrescu, romancier, dramaturg, poet, român

- 1688: Antoine Furetière, savant și scriitor francez (n. 1619)
- 1912: Regele Frederick al VIII-lea al Danemarcei (n. 1843)
- 1912: August Strindberg, dramaturg suedez (n. 1849)
- 1923: Charles de Freycinet, om de stat francez, al 43-lea prim-ministru al Franței (n. 1828)
- 1949: Vasile Bârcă, politician român (n. 1884)
- 1954: Heinz Guderian, general al armatei germane in cel de al doilea război mondial (n. 1888)
- 1957: Camil Petrescu, romancier, dramaturg, poet, român (n. 1894)
- 1959: Infanta Maria Antónia a Portugaliei (n. 1862)

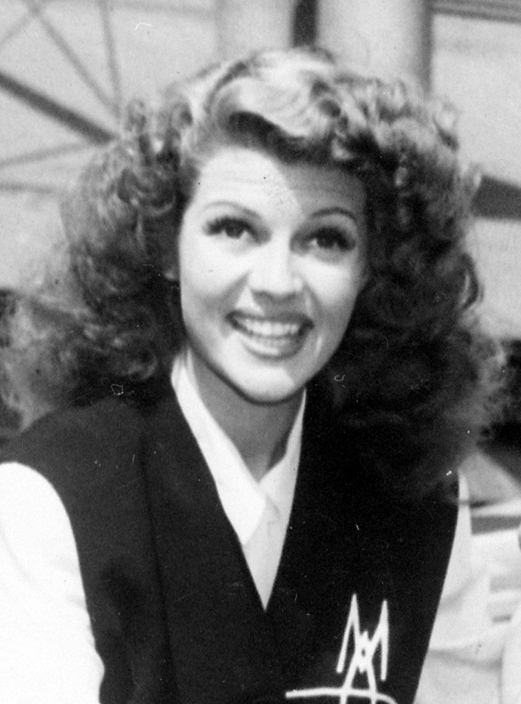
Rita Hayworth, actriță americană
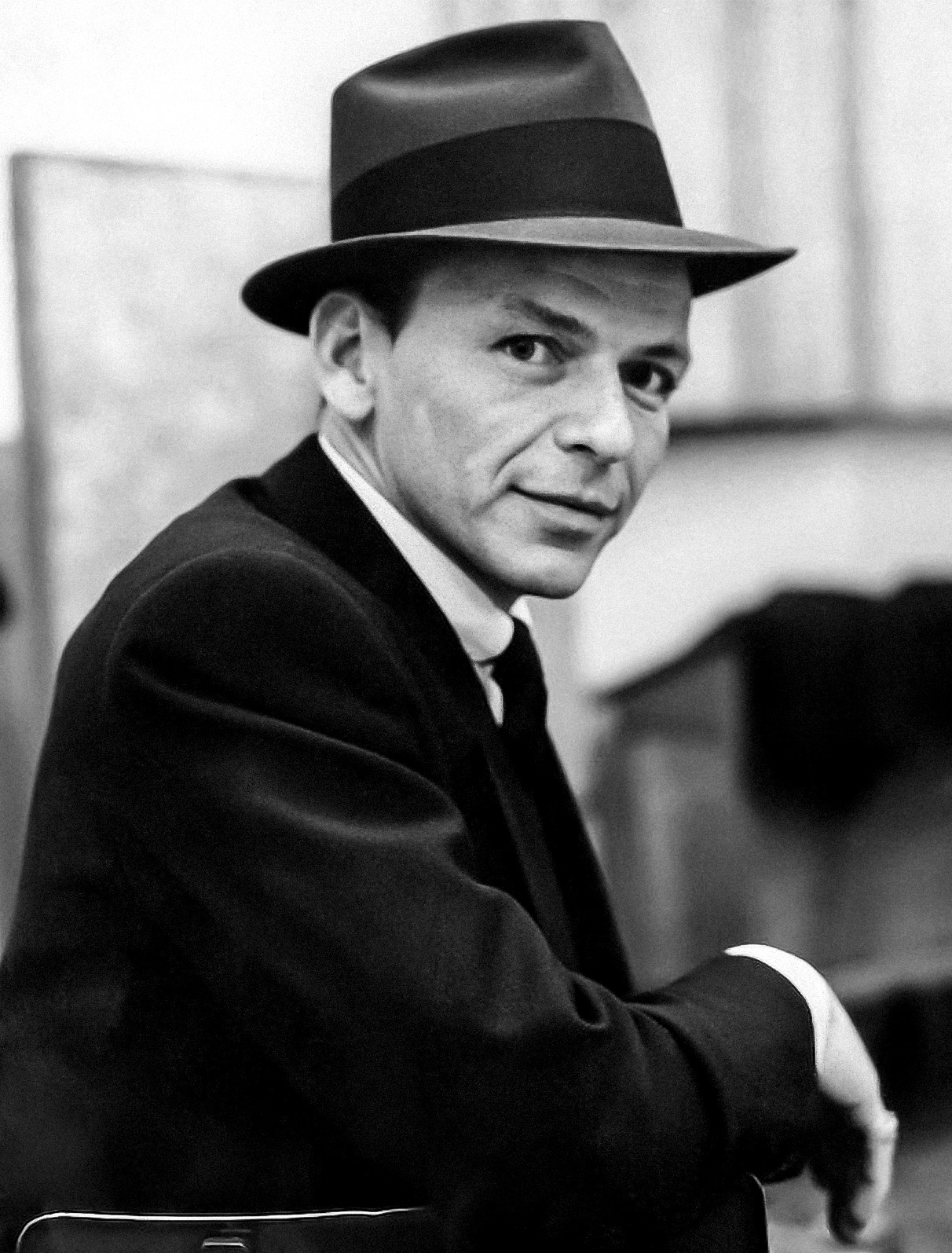
Frank Sinatra, cântăreț, actor american
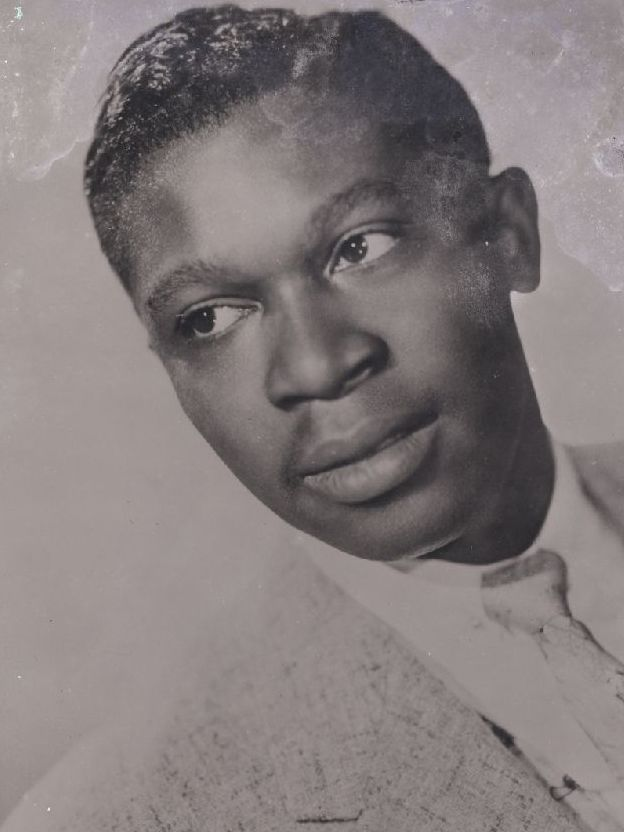
B.B. King, Cântăreț și compozitor american de blues

- 1960: Andrée Lavieille, pictoriță franceză (n. 1887)
- 1979: Jean Rhys, scriitoare din Dominica (n. 1890)
- 1987: Rita Hayworth, actriță americană de film (n. 1918)
- 1992: Victoria Mierlescu, actriță română (n. 1905)
- 1998: Frank Sinatra, cântăreț și actor american (n. 1915)
- 2015: B.B. King, cântăreț, compozitor și multi-instrumentist de origine afro-americană (n. 1925)
- 2017: Tatiana Iekel, actriță română (n. 1932)

## Sărbători
- Sf. Mc. Isidor din Chios (calendar creștin-ortodox; calendar greco-catolic)
- Sf. Sfințit Mc. Terapont, episcopul Ciprului (calendar creștin-ortodox)
- Sf. Matia  (calendar anglican; calendar romano-catolic; calendar greco-catolic)

- Paraguay: Ziua națională. Aniversarea proclamării independenței față de Spania (14 / 15 mai 1811)
- New Jersey: Ziua comitatului Somerset (1964)
- Columbia: Ziua națională a Capitalei

- România: Ziua națională de cinstire a martirilor din temnițele comuniste